# Сатартија (Мисисипи)
Сатартија (енгл. Satartia) град је у америчкој савезној држави Мисисипи.

## Демографија
По попису из 2010. године број становника је 55, што је 13 (-19,1%) становника мање него 2000. године.
| Група             | 2000.      | 2010.      |
| Белци             | 58 (85,3%) | 49 (89,1%) |
| Афроамериканци    | 10 (14,7%) | 6 (10,9%)  |
| Азијати           | 0 (0,0%)   | 0 (0,0%)   |
| Хиспаноамериканци | 0 (0,0%)   | 0 (0,0%)   |
| Укупно            | 68         | 55         |